# لیگا پرتغال ۲
سگوندا لیگا (انگلیسی: Liga Portugal 2) (Portuguese pronunciation: [ˈliɣɐ puɾtuˈɣal dojʃ]) که همچنین به دلایل حمایت مالی به عنوان لیگ پرتغال ۲ SABSEG شناخته می‌شود. دومین سطح برتر سیستم لیگ فوتبال پرتغال است. در پایان هر فصل، دو تیم برتر به  لیگ برتر صعود می‌کنند و دو تیم با رتبه پایین به لیگ دسته سوم سقوط می‌کنند. با شروع فصل ۲۰۲۱–۲۲، تیم‌های سقوط کرده دیگر در کمپئوناتو د پرتغال، که به رده چهارم تبدیل خواهد شد، رقابت نخواهند کرد، بلکه در یک رقابت سطح سوم تازه ایجاد شده به نام لیگ ۳ (لیگا پرتغال ۳) شرکت خواهند کرد.
این بخش در سال ۱۹۹۰ با عنوان Segunda Divisão de Honra (بخش دوم افتخار) شروع شد، و جایگزین Segunda Divisão به عنوان رده دوم فوتبال پرتغال شد. هنگامی که این بخش در سال ۱۹۹۹ تحت نظارت سازمان لیگ فوتبال حرفه ای پرتغال (LPFP) قرار گرفت، به سگوندا لیگا (لیگ دوم) تغییر نام داد، نامی که تا سال ۲۰۱۶ حفظ شد، به جز بین سال‌های ۲۰۰۵ و ۲۰۱۲، که به عنوان لیگا د هونرا (لیگ افتخار) شناخته می‌شد. این رقابت که در سال ۲۰۱۶ به عنوان LigaPro تغییر نام داد، نام فعلی خود را در مراحل اولیه فصل ۲۰۲۰–۲۰۲۱ گرفت.
این رقابت‌ها از فصل ۲۰۱۹–۲۰۱۸، در سراسر کشور با ۱۸ تیم، از جمله تیم‌های ذخیره (تیم‌های B) چندین باشگاه برتر رقابت می‌شود.

## شکل برگزاری
در فصل ۱۷–۲۰۱۶، ۲۲ باشگاه در سگوندا لیگا حضور داشتند (۲۴ باشگاه در فصول قبل). سپس تعداد تیم‌ها هر فصل کاهش می‌یافت تا این‌که در فصل ۱۹–۲۰۱۸ به ۱۸ تیم رسید.
در طول یک فصل، هر باشگاه دو بار با هر تیم دیگر بازی می‌کند - یک بار در ورزشگاه خانگی خود و یک بار در ورزشگاه حریف خود - هر تیم در یک فصل در مجموع ۳۴ بازی انجام می‌دهد. در پایان هر فصل، دو تیم برتر به لیگ برتر صعود می‌کنند و دو تیم پایین جدول به لیگ ۳ جدید سقوط می‌کنند.همچنین یک بازی پلی آف صعود/سقوط شامل دو بازی رفت و برگشت بین تیم‌های شانزدهم لیگ برتر و تیم سوم از لیگا پرتغال ۲ برگزار خواهد شد که برنده در مجموع دو بازی رفت و برگشت، فصل آینده را در لیگ برتر خواهد گذراند.تیم‌های B نمی‌توانند به لیگ برتر صعود کنند، اما اگر فصل را در یکی از موقعیت‌های سقوط به پایان برسانند یا اگر تیم اصلی نیز سقوط کند، می‌توانند تنزل پیدا کنند.

## باشگاه‌ها
در فصل ۲۰۲۴–۲۰۲۳ باشگاه‌های زیر در این لیگ فعالیت دارند:
- باشگاه فوتبال آکادمیکو ویزئو
- باشگاه فوتبال ای‌وی‌اس
- باشگاه فوتبال بلننسس
- باشگاه فوتبال بنفیکا بی
- باشگاه فوتبال فیرنسی
- باشگاه فوتبال لانک ویلاوردنسه
- باشگاه فوتبال لیتشوئس
- باشگاه فوتبال مافرا
- باشگاه ورزشی ماریتیمو
- باشگاه ورزشی ناسیونال
- باشگاه ورزشی اولیویرنسه
- باشگاه فوتبال پاسوژ د فریرا
- باشگاه فوتبال پنافیل
- باشگاه فوتبال پورتو بی
- باشگاه فوتبال سانتا کلارا
- باشگاه فوتبال توندلا
- باشگاه ورزشی تورئنسه
- باشگاه ورزشی لیریا